# 罗素·斯特吉斯
罗素·斯特吉斯（英語：Russell Sturgis，1805年7月7日—1887年11月2日）是活跃于中国贸易的波士顿商人，后来担任伦敦巴林兄弟公司的负责人。

## 生平
斯特吉斯1805年出生于马萨诸塞州波士顿，是來自波士頓婆羅門的同名商人罗素·斯特吉斯（1750－1826年）和伊丽莎白·珀金斯·斯特吉斯（Elizabeth Perkins Sturgis）夫妇的孙子，纳撒尼尔·罗素·斯特吉斯（Nathaniel Russell Sturgis，1779－1856年）和苏珊娜·帕克曼（Susannah Parkman）夫妇的儿子， 以及托马斯·汉达西德·帕金斯（Thomas Handasyd Perkins）的侄孙。
斯特吉斯在12岁时进入哈佛学院。1828年，他第一次出国航行，当时已在波士顿执业律师一段时间。1833年，他代表鸦片商人约翰·珀金斯·库欣（John Perkins Cushing）航行前往广州，在澳门定居了一段时间，在那里，英国駐華商務總監威廉·約翰·律勞卑，第九代律勞卑勳爵的妻子伊丽莎白·律勞卑夫人（Lady Elizabeth Napier），发现他"非常聪明"。 当他在那里时，英国肖像画家乔治·钱纳利为他和他的四个孩子中由第二任妻子玛丽·格林·哈伯德所生的三个 — 罗素、露西·莱曼·佩恩和约翰·哈伯德·斯图吉斯 — 绘制肖像。在亚洲，他先后进入马尼拉和广州的贸易公司 旗昌洋行。1842年，他成为了正式合伙人。
1844年，斯特吉斯退休，回到波士顿，与子女团聚。1837年他们的母亲在马尼拉去世后，就被送回那里上学。他第三次结婚，娶了朱莉娅·诺温·博伊特，他们又生了四个孩子—亨利·帕克曼·斯图吉斯、朱利安·斯图吉斯、玛丽·格林·哈伯德和霍华德·斯图吉斯，并原决定在1851年与家人一起回到中国。但他们横渡大西洋的轮船来得太迟，没及赶上从伦敦起航的船。这时，巴林银行的高级成员要求斯图吉斯成为合伙人，他接受了，最终成为公司的主管。
斯特吉斯虽然从未放弃美国国籍，但没有返回美国，于1887年在英国去世。